# كونشيرتو الكمان (بيتهوفن)
كونشرتو الكمان فيD الكبرى،مرجع سابق. 61 كتبها لودفيج فان بيتهوفن في عام 1806. كان أدائها الأول لفرانز كليمنت غير ناجح وظل العمل غامضًا لعدة عقودحتى تم إحياؤه في عام 1844 على يد عازف الكمان جوزيف يواكيم البالغ من العمر إثناعشرعامًا مع أوركسترا جمعية لندن الفيلهارمونية بقيادة فيليكس مندلسون . إدعى يواكيم لاحقًا أنه أعظم كونشرتو الكمان الألماني.  منذ ذلك الحين أصبحت واحدة من أشهر كونشرتو الكمان والتي يتم إجراؤها بأنتظام.

## روابط خارجية
- Violin Concerto: Scores at the International Music Score Library Project
- Complete performances from the Internet Archive